# K-Line
K-Line — однопроводная двунаправленная шина, предназначенная для связи между электронными блоками управления (ЭБУ) автомобиля и диагностическим оборудованием. Используется в системах с инжекторным впрыском топлива двигателей внутреннего сгорания (ДВС). K-Line регламентирована протоколами ISO 9140-2 и ISO 14230, которые входят в стандарт OBD II.

## Практическое использование K-Line
Наряду с интерфейсом CAN, K-Line активно используется для диагностики современных систем управления двигателем и другой бортовой электроникой. Используя простой K-Line адаптер, можно настроить множество узлов в автомобилях группы VAG. Для этого необходимо знать основные каналы адаптации.
С поддержкой K-Line производятся и профессиональные сканеры, способные проводить диагностику всех современных автомобилей[уточнить].
Стандарты ISO 9141 и ISO 14230 схожи по аппаратной реализации линий передачи данных (14230 является развитием 9141). Различаются они требованиями к электрическим параметрам линии, а также протоколами верхних уровней.

## Программное обеспечение для диагностики авто
Существует огромное количество свободно распространяемого и коммерческого программного обеспечения для диагностики различных автомобилей и устройств с К-линией.  Среди устройств, работающих по К-линии, можно назвать автомобильные отопители, кондиционеры, блоки комфорта, сигнализации, панели приборов. Для работы с такими устройствами по К линии требуется специфическое программное обеспечение и адаптер. Примеры ПО:
- Volkswagen, Audi, Seat и Skoda: ВАСЯ Диагност 1.1 (VCDS Lite), VAG-COM 3.11, VAG Tool.
- ВАЗ и ГАЗ: Мотор-тестер, My Tester VAZ, My Tester GAZ, Diagnostic tools, Auto VAZ, kwp_d, icd.
- Daewoo и ЗАЗ:Sens Diag, Daewoo AKM (T-Monitor), Daewoo Scan, kwp_d и др.
- Chevrolet, Opel, Saab, Suzuki, Isuzu, GM, Hummer, Cadillac, Buick, Oldsmobile, Pontiac, BMW, Saturn: — GM Tech2.
- Chery Tiggo (ЭБУ Delphi MT20U): TiggoDiag.
- Toyota, Nissan, Daihatsu: Тестер ECU-III, TECU-4
- Renault:  Renault CAN Clip, DDT4ALL, DDT4ALL 2017.